# بريميا دي دالت
بلدية بريميا دي دالت (بالكاتالانية: Premià de Dalt) هي إحدى بلديات مقاطعة برشلونة، والتي تقع في منطقة كاتالونيا، شرق إسبانيا.
يبلغ عدد سكانها 9.788 نسمة وفقاً لإحصائية سنة (2007).

## أعلام
- خوسيه ريوس